# Emma Miloyo
Emma Miloyo là một kiến trúc sư người Kenya. Bà là nữ chủ tịch đầu tiên của Hiệp hội kiến trúc Kenya. Bà đã được bầu vào văn phòng đó vào tháng 3 năm 2017.

## Gia cảnh và giáo dục
Emma Miloyo sinh ra và lớn lên ở Nairobi. bà học trường tiểu học Loreto Msongari, trước khi chuyển đến trường trung học Kenya. Bà học kiến trúc tại Đại học Nông nghiệp và bàng nghệ Jomo Kenyatta, tốt nghiệp Cử nhân Kiến trúc năm 2006.

## Sự nghiệp
Kể từ tháng 10 năm 2018, bà là đối tác tại bàng ty kiến trúc, Design Source, mà bà đồng sáng lập vào tháng 1 năm 2007, rời khỏi trường đại học. Công ty có văn phòng tại Nairobi, thủ đô của Kenya và Mombasa, cảng biển lớn nhất của Kenya. bà là thành viên hội đồng sáng lập của Hội đồng thành phố bàng nghệ Konza.
Vào tháng 6 năm 2015, bà được bầu làm Phó chủ tịch Hiệp hội Kiến trúc Kenya, phục vụ trong khả năng đó cho đến tháng 2 năm 2017. Bà trở thành nữ chủ tịch đầu tiên của Hiệp hội Kiến trúc Kenya vào tháng 3 năm 2017.
Emma quan tâm đến việc truyền cảm hứng cho phụ nữ trẻ xem kiến trúc là một lựa chọn nghề nghiệp khả thi. Để hỗ trợ những người trẻ tuổi, bà tình nguyện dành thời gian của mình để giúp các bà gái nghèo đi học thông qua Quỹ Ủy thác Giáo dục Ex-Bomarian và là thành viên Hội đồng sáng lập của WIRE (Phụ nữ trong Bất động sản).

## Gia đình
Emma Miloyo đã kết hôn với Chris Naicca, một kiến trúc sư đồng nghiệp và bạn cùng lớp tại trường đại học. Cùng nhau, họ là cha mẹ của ba đứa trẻ. Miloyo và Naicca là đối tác của Design Source Limited, bàng ty kiến trúc mà họ đồng sáng lập vào năm 2007 

## Những ý kiến khác
Hai lần, một lần vào năm 2011 và năm 2018, Business Daily Africa, một tờ nhật báo tiếng Anh ở Kenya, có tên Emma Miliyo, một trong 40 phụ nữ dưới 40 tuổi hàng đầu Kenya.